# السواد (عمران)
السواد هي إحدى قرى الجمهورية اليمنية. وهي تتبع جغرافيًا لمحافظة عمران. وإداريًا لمديرية عيال سريح. يبلغ تعداد سكانها 1865 نسمة حسب الإحصاء الذي جرى عام 2004.